# Showgirl: The Homecoming Tour
Showgirl: The Homecoming Tour je bila osma koncertna turneja avstralske pop pevke Kylie Minogue. Kylie Minogue je v Avstraliji in Aziji nameravala nastopati že leta 2005 v sklopu turneje Showgirl: The Greatest Hits Tour, a je bila slednjo prisiljena odpovedati po tem, ko je zbolela za rakom na dojki.
Kylie Minogue je 11. novembra 2006 znova odšla na turnejo; turnejo je otvorila s koncertom v zabaviščnem centru Sydney z novimi pesmimi in kostumi. Koreografijo točk s turneje Showgirl: The Homecoming Tour so predelali, da so ustrezale zdravstvenemu stanju Kylie Minogue; ker je slednja želela ohraniti svojo moč, pa so bili potrebni tudi daljši odmori.

## Seznam pesmi
Akt 1: Vrnitev domov
- »Tema Showgirl« (inštrumentalni uvod)
- »Better the Devil You Know«
- »In Your Eyes«
- »White Diamond«
- »On a Night Like This«

Akt 2: Vse je tabu
- Mešano:
  -  »Shocked« (vključuje elemente pesmi »Do You Dare?«, »It's No Secret«, »Give Me Just a Little More Time«, »Keep on Pumpin' It« in »What Kind of Fool (Heard All That Before)«)
  -  »What Do I Have to Do?« (vključuje elemente pesmi »I'm Over Dreaming (Over You)«)
  -  »Spinning Around« (vključuje elemente pesmi »Step Back in Time« in »Finally«)

Akt 3: Samsara
- »Tempeljski uvod« (video in plesni uvod)
- »Confide in Me«
- »Cowboy Style«
- »Finer Feelings« (izvedli le spremljevalni vokalisti)
- »Too Far«

Akt 4: Atletika
- »Butterfly« (Sandstormov remix) (plesni uvod)
- »Red Blooded Woman« (vključuje elemente pesmi »Where the Wild Roses Grow]]«)
- »Slow«
- »Kids«

Act 5: Dreams
- »Mavrični uvod« (uvod s posnetkom)
- »Over the Rainbow«
- »Come into My World«
- »Chocolate«
- »I Believe in You«
- »Dreams« (vključuje elemente pesmi  »When You Wish upon a Star«)

Akt 6: Pop paradiž
- »Burning Up« (vključuje elemente pesmi »Vogue«)
- »The Loco-Motion«
- »I Should Be So Lucky« (vključuje elemente pesmi »The Only Way Is Up«)
- »Hand on Your Heart«

Akt 7: Ples kibermanov
- »Vesoljski uvod« (inštrumentalni uvod)
- »Can't Get You Out of My Head« (vključuje elemente pesmi »Rise of the Cybermen« in tematske pesmi serije Doctor Who)
- »Light Years«(vključuje elemente pesmi »Turn It Into Love« skupaj z elementi več pesmi skupine TARDIS)

Dodatne pesmi
- »Especially for You«
- »Love at First Sight«

## Datumi koncertov
| Datum             | Mesto      | Država     | Prizorišče                    |
| ----------------- | ---------- | ---------- | ----------------------------- |
| Avstralija        |            |            |                               |
| 11. november 2006 | Sydney     | Avstralija | Zabaviščni center Sydney      |
| 12. november 2006 | Sydney     | Avstralija | Zabaviščni center Sydney      |
| 14. november 2006 | Sydney     | Avstralija | Zabaviščni center Sydney      |
| 17. november 2006 | Brisbane   | Avstralija | Zabaviščni center Brisbane    |
| 18. november 2006 | Brisbane   | Avstralija | Zabaviščni center Brisbane    |
| 20. november 2006 | Brisbane   | Avstralija | Zabaviščni center Brisbane    |
| 23. november 2006 | Sydney     | Avstralija | Arena Acer                    |
| 24. november 2006 | Sydney     | Avstralija | Arena Acer                    |
| 26. november 2006 | Sydney     | Avstralija | Arena Acer                    |
| 30. november 2006 | Adelaide   | Avstralija | Zabaviščni center Adelaide    |
| 1. december 2006  | Adelaide   | Avstralija | Zabaviščni center Adelaide    |
| 4. december 2006  | Perth      | Avstralija | Burswood Dome                 |
| 5. december 2006  | Perth      | Avstralija | Burswood Dome                 |
| 7. december 2006  | Perth      | Avstralija | Burswood Dome                 |
| 10. december 2006 | Melbourne  | Avstralija | Arena Rod Laver               |
| 11. december 2006 | Melbourne  | Avstralija | Arena Rod Laver               |
| 13. december 2006 | Melbourne  | Avstralija | Arena Rod Laver               |
| 14 December 2006  | Melbourne  | Avstralija | Arena Rod Laver               |
| 16. december 2006 | Melbourne  | Avstralija | Arena Rod Laver               |
| 17. december 2006 | Melbourne  | Avstralija | Arena Rod Laver               |
| Evropa            |            |            |                               |
| 31. december 2006 | London     | Anglija    | Arena Wembley                 |
| 2. januar 2007    | London     | Anglija    | Arena Wembley                 |
| 3. januar 2007    | London     | Anglija    | Arena Wembley                 |
| 5. januar 2007    | London     | Anglija    | Arena Wembley                 |
| 6. januar 2007    | London     | Anglija    | Arena Wembley                 |
| 8. januar 2007    | London     | Anglija    | Arena Wembley                 |
| 9. januar 2007    | London     | Anglija    | Arena Wembley                 |
| 12. januar 2007   | Manchester | Anglija    | Arena Manchester Evening News |
| 18. januar 2007   | Manchester | Anglija    | Arena Manchester Evening News |
| 19 January 2007   | Manchester | Anglija    | Arena Manchester Evening News |
| 21. januar 2007   | Manchester | Anglija    | Arena Manchester Evening News |
| 22. januar 2007   | Manchester | Anglija    | Arena Manchester Evening News |
| 23. januar 2007   | Manchester | Anglija    | Arena Manchester Evening News |

### Zaslužek
| Prizorišče        | Mesto      | Prodane vstopnice / Vstopnice na voljo | Gross Revenue |
| ----------------- | ---------- | -------------------------------------- | ------------- |
| Arena Wembley     | London     | 78.526 / 78.526 (100%)                 | 7.578.217 $   |
| M.E.N.            | Manchester | 100.072 / 100.072 (100%)               | 7.976.089 $   |
| Arena Rod Laver   | Melbourne  | 76.526 / 76.526 (100%)                 | 7.578.217 $   |
| Arena Acer        | Sydney     | 51.852 / 51.852 (100%)                 | 4.963.147 $   |
| Zabaviščni center | Sydney     | 34.774 / 34.774 (100%)                 | 2.963.147 $   |
| Burswood Dome     | Perth      | 36.774 / 38.774 (97.9%)                | 3.554.147 $   |
| Zabaviščni center | Brisbane   | 35.574 / 37.884 (98.6%)                | 3.354.548 $   |
| Zabaviščni center | Adelaide   | 21.583 / 22.411 (99.4%)                | 2.369.124 $   |
|                   | SKUPAJ     | 411.720 / 415.056 (98%)                | 40.111.034 $  |

### Odpovedi koncertov
13. januarja 2007 je bila Kylie Minogue koncert v areni Manchester Evening News v Manchestru, Anglija po eni uri prisiljena končati zaradi bolezni. Njen tiskovni predstavnik je kasneje potrdil, da je zbolela za okužbo 
respiratornega trakta. Dva dodatna nastopa v areni Manchester Evening News so ob koncu januarja 2007 prestavili.

## Sprejem s strani kritikov
Turneja Showgirl: The Homecoming Tour je s strani glasbenih kritikov prejela v glavnem pozitivne ocene. Christine Sams je v svoji oceni turneje za revijo The Sydney Morning Herald turnejo opisala kot »ekstravaganco« in napisala, da je »nič manj kot zmagoslavna« . Novinar revije The Age, Patrick Donovan, je napisal, da je Kylie Minogue na koncertu izgledala »v formi in dokaj zdrava in pela je dobro«. Napisal je tudi, da je »najbolje izgledala, ko je občinstvu pela v najbolj oprijeti obleki« . Novinar revije CBBC Newsround je turnejo opisal kot »popolno vrnitev« zaradi »obsega pesmi, enkratnih spremljevalnih plesalcev, osvetljave in Kyliejine ljubezni do nastopanja« .

## DVD
Nastop Kylie Minogue v Melbourneu, Avstralija 11. decembra 2006 so snemali in ga kasneje izdali na DVD-ju in televiziji. V Združenem kraljestvu so koncert premierno predvajali na kanalu Channel 4. 4. marca 2007 je avstralski kanal Australian Broadcasting Corporation izdal posnetke s koncerta; predvajali so jih brez premorov za reklame. Koncert so 10. decembra 2007 izdali tudi na dvojnem DVD-ju skupaj z dokumentarnim filmom o Kylie Minogue, naslovljenim White Diamond.
Tudi drugi avstralski koncert Kylie Minogue v Sydneyju 12. novembra 2006 so posneli in kasneje, januarja 2007, izdali kot album v živo. Album Showgirl Homecoming Live je vključeval tudi nastop glavnega pevca glasbene skupine U2, Bona, s pesmijo »Kids«. Album je zasedel osmo mesto na britanski glasbeni lestvici in za uspešno prodajo tamkaj prejel srebrno certifikacijo.

## Ostali ustvarjalci
Produkcija: Kylie Minogue in Terry Blamey

Kreativni vodja in modni oblikovalec: William Baker

Glasbeni producent: Steve Anderson

Produkcijski menedžer: Kevin Hopgood

Oblikovanje odra: Alan MacDonald

Kostumi: John Galliano, Karl Lagerfeld, Dolce & Gabbana, Addae Gaskin, Gareth Pugh in Matthew Williamson za Emilio Pucci

Nakit: Bvlgari

Čevlji: Manolo Blahnik

Pokrivala: Stephen Jones

Koreografija: Rafael Bonachela, Akram Khan in Michael Rooney

Menedžer turneje: Sean Fitzpatrick